# Magomedmurad Gadżijew
Magomedmurad Gadżijew (in russo Магомедмурад Саидпашаевич Гаджиев?, Magomedmurad Saidpašaevič Gadžiev; Gurbuki, 15 febbraio 1988) è un lottatore russo naturalizzato polacco.

## Palmarès

### Per la Polonia
- Mondiali

Parigi 2017: argento nei 65 kg.
Nur-Sultan 2019: bronzo nei 70 kg.
Oslo 2021: oro nei 70 kg.
- Europei

Riga 2016: oro nei 70 kg.
Novi Sad 2017: argento nei 70 kg.
Kaspijsk 2018: argento nei 70 kg.
Bucarest 2019: bronzo nei 70 kg.
Roma 2020: oro nei 70 kg.
- Giochi europei

Baku 2015: argento nei 70 kg.

### Per la Russia
- Europei

Baku 2010: argento nei 66 kg.

## Altre competizioni internazionali
2020
- Oro nei 70 kg nella Coppa del mondo individuale ( Belgrado)